# Dipsacus sativus
El cardó de paraire o cardó (Dipsacus sativus) és una planta fanerògama pertanyent a la família de les caprifoliàcies. És originària d'Euràsia.

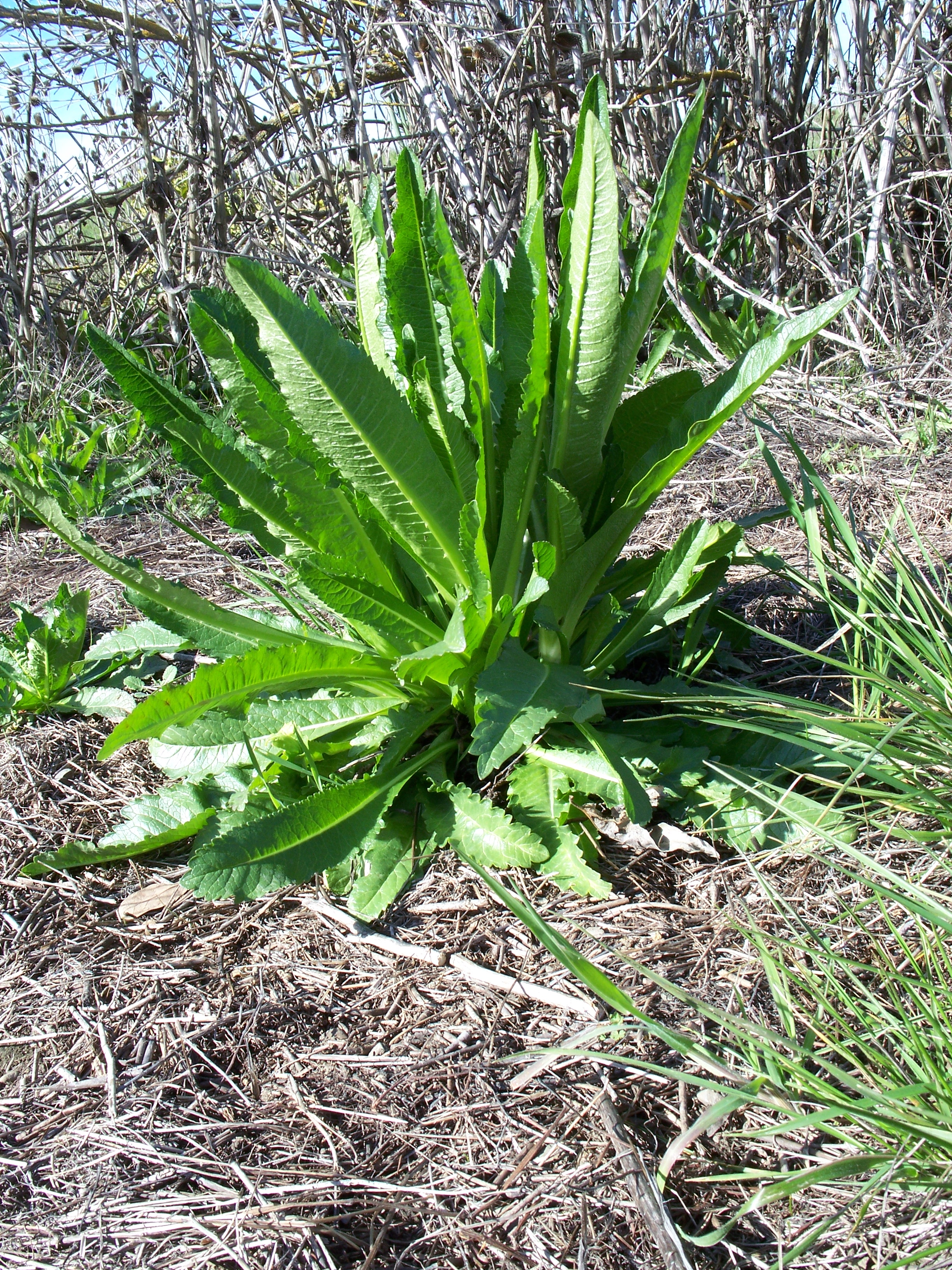
Bista de la planta

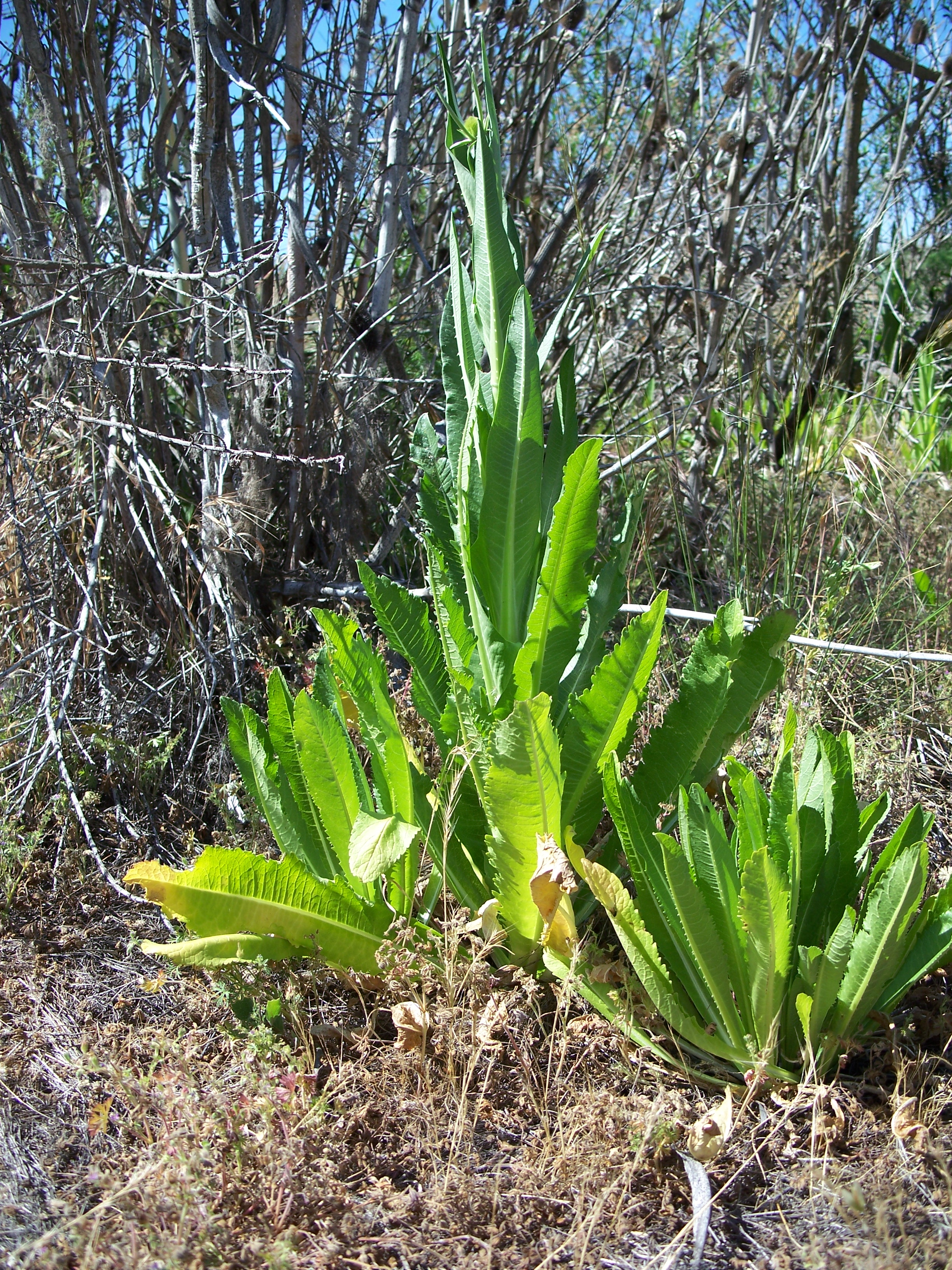
En el seu hàbitat

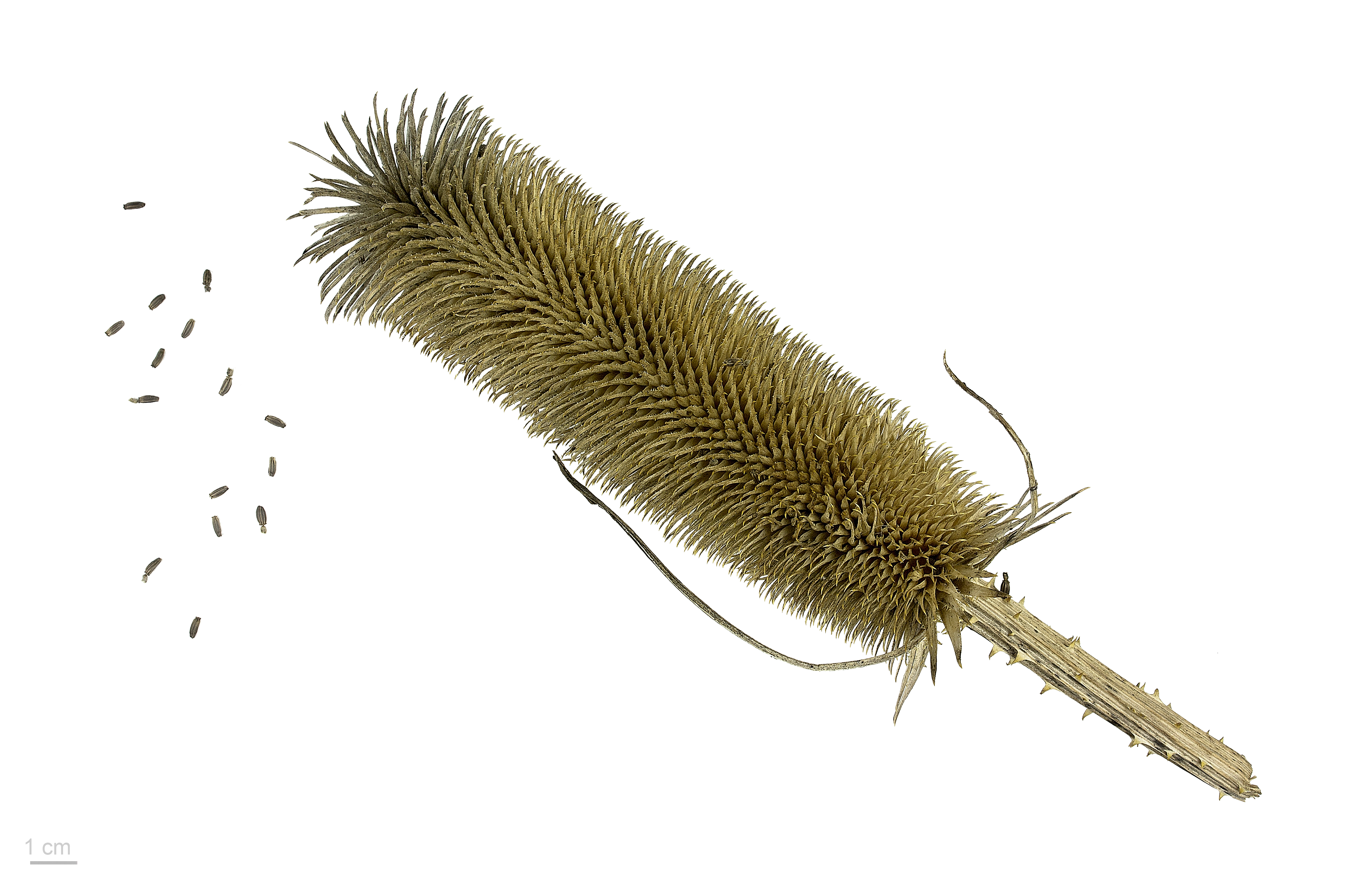
Dipsacus sativus

## Descripció
Té tiges que atenyen una grandària de fins de 1,5 m d'altura, erectes, amb costelles i robustos, simples o més generalment ramificats en la part superior. Fulles de llimbs oblongo-lanceolats o oblongo-el·líptics, sencer o a vegades irregularment crenat o dentat. Les inflorescències en capítols de 25-85 × 19-38 mm, ovoides o ovoide-cilíndrics, sobre peduncles fins de 26 cm. Corol·la de 8-10,5 mm, violeta o d'una rosa violeta, adpreso-pelosa en la cara externa, amb pèls retroflexos, pelosa també en la gola; tub 6,7-8 mm; lòbuls 1,3-2,5 mm, pubèrulo-glandulosos en la cara interna. Té un nombre de cromosomes de 2n = 18*, 36*.

## Distribució
Es fa en sòls humits o temporalment entollats, sovint nitrificats, rases, séquies, sots riparis, prades-joncars, etc.; a una altitud de 0-1200 metres. D'origen desconegut, avui dia estesa pel C, S i W d'Europa, Nord d'Àfrica, i W d'Àsia; naturalitzada a Amèrica del Nord.

## Història
L'ús medicinal del Card pels cardadores és vell, com ho demostra la seva presència en la Capitulare de villis vel curtis imperii, una ordre emesa per Carlemany que reclama als seus camps perquè conreïn una sèrie d'herbes i condiments incloent les "cardons" identificada actualment com a Dipsacus sativus.
Dipsacus sativus va ser descrita per (L.) Honck. i publicat en Vollständiges Systematisches Verzeichniss Aller Gewächse Teutschlandes 1: 374. 1782.
Etimologia

Dipsacus: nom genèric que deriva del grec dípsakos; llatinitzat dipsacos = en Dioscòrides i Plini, planta de tiges i fulles espinoses, i flors reunides en cabeces espinoses, semblants a l'eriçó. Sens dubte, es tracta de les cardots –diverses espècies del gènere Dipsacus L. (Dipsacaceae), principalment D. fullonum L.–. Segons Dioscòrides, en la versió de Laguna, “les fulles llargues, espinoses […] les quals de dues en dues abracen aquesta tija per cada juntura, o nus, fent amb les seves parts baixes (amb les quals s'ajunten) certes concavitats, en què es reculli i rebi la pluja, o rosada, d'on d'aquesta planta se'n diu Dipsacos, que vol dir assedegada” –gr. dípsa, = "set".
sativus: epítet llatí que significa "conreat".
Sinonímia

- Dipsacus fullonum var. sativus L.
- Dipsacus fullonum subsp. sativus (L.) Thell.[6]